# Conseil cantonal de Schaffhouse
Législature 2020-2024
Le Conseil cantonal de Schaffhouse (en allemand : Kantonsrat Schaffhausen) est le parlement du canton de Schaffhouse. Il s’appelait Grand Conseil jusqu'à la révision de la Constitution cantonale en 2002.

## Composition
Le Conseil cantonal est composé de 60 membres.